# Heinrich Maurer (Lehrer)
Heinrich Maurer (* 29. November 1837 in Ladenburg; † 29. August 1921 in Mannheim) war ein badischer Heimatforscher, Philologe und Theologe.

## Leben
Maurer legte am Lyzeum in Heidelberg die Reifeprüfung ab und begann 1857 das Studium der Philologie und evangelischen Theologie an der Universität Heidelberg, wo Karl Julius Holtzmann zu seinen Lehrern gehörte. Er belegte auch Geschichtsvorlesungen bei Ludwig Häusser. 1860 bzw. 1862 legte er die Staatsprüfung in Philologie und Theologie ab. Sein Berufsleben startete er als Vikar in Dietlingen und hatte dann Stellen als Diakon und Lehrkraft an den höheren Schulen in Lahr und Weinheim. Von 1865 bis 1892 war er Diakon und Leiter der höheren Bürgerschule in Emmendingen. Von 1892 bis 1901 wirkte er als Professor am Gymnasium in Mannheim. 1901 trat er aus gesundheitlichen Gründen in den Ruhestand.
Mit einer Publikation zu einem historischen Thema trat Maurer erstmals 1875 an die Öffentlichkeit. Schwerpunkt seiner geschichtlichen Studien war der nördliche Breisgau. Neben einigen Monographien – insbesondere über Emmendingen – publizierte Maurer seine Arbeiten vorwiegend in der Zeitschrift des Breisgau-Geschichtsvereins „Schau-ins-Land“, der Zeitschrift der Gesellschaft für Beförderung der Geschichts-, Alterthums- und Volkskunde von Freiburg, dem Breisgau und den angrenzenden Landschaften und der Zeitschrift für die Geschichte des Oberrheins. Zusammen mit Julius Naeher veröffentlichte er 1884 das Werk Die Alt-Badischen Burgen und Schlösser des Breisgaues. 2007 brachte der Heimatbund Ladenburg e. V. posthum die Jugenderinnerungen – Eine Jugend im Rhein-Neckar-Raum um 1850 – Maurers heraus.
Für die Badische Historische Kommission war er als Pfleger in den Amtsbezirken Breisach, Emmendingen und Waldkirch tätig und wurde 1889 als außerordentliches Mitglied in die Kommission berufen.

## Werke (Auswahl)
- Der Emmendinger Stadt- und Freiheitsbrief mit einer Einleitung: Der römische Ursprung der Stadt Emmendingen. Emmendingen 1875
- Nachweisungen über die Genealogie der Herren von Geroldseck. Emmendingen 1880
- Die Landgrafschaft im Breisgau, ein Beitrag zur Geschichte des badischen Fürstenhauses, Emmendingen 1881
- Emmendingen vor und nach seiner Erhebung zur Stadt, Emmendingen 1890